# Deshler (Nebraska)
Deshler – miasto w Stanach Zjednoczonych, w stanie Nebraska, w hrabstwie Thayer.